# 안드로이드 쁘띠 푸르
안드로이드 쁘띠 푸르(Android Petit Four) 또는 안드로이드 바나나 브레드(Android Banana Bread)는 2009년 2월 9일에 릴리스된, 안드로이드 모바일 운영체제의 2번째 버전이다. 이 버전은 1.1번째 주요 릴리스이기도 하다.

## 같이 보기
- 안드로이드 (운영 체제)
- 안드로이드 버전 역사